# Gran Premi de França del 2021
El Gran Premi de França de Fórmula 1, la setena cursa de la temporada 2021, serà disputada entre els dies 18 i 20 de juny del 2021, al circuit de Paul Ricard, a Lo Castelet, França.
El gran premi estava previst per al 27 de juny, més com les successives cancel·lacions del GP del Canadà i Turquia, que se celebraria el dia 13, i la substitució pel GP d’Estíria, el gran premi de França es va avançar 1 setmana abans.

## Qualificació
La qualificació va ser realitzat el dia 19 de juny.
| Pos                 | No | Pilot              | Constructor           | Part 1   | Part 2   | Part 3   | Sortida |
| ------------------- | -- | ------------------ | --------------------- | -------- | -------- | -------- | ------- |
| 1                   | 33 | Max Verstappen     | Red Bull-Honda        | 1:31.001 | 1:31.080 | 1:29.990 | 1       |
| 2                   | 44 | Lewis Hamilton     | Mercedes              | 1:31.237 | 1:30.788 | 1:30.248 | 2       |
| 3                   | 77 | Valtteri Bottas    | Mercedes              | 1:31.669 | 1:30.735 | 1:30.376 | 3       |
| 4                   | 11 | Sergio Pérez       | Red Bull-Honda        | 1:31.560 | 1:30.971 | 1:30.445 | 4       |
| 5                   | 55 | Carlos Sainz Jr.   | Ferrari               | 1:32.079 | 1:31.146 | 1:30.840 | 5       |
| 6                   | 10 | Pierre Gasly       | AlphaTauri-Honda      | 1:31.898 | 1:31.353 | 1:30.868 | 6       |
| 7                   | 16 | Charles Leclerc    | Ferrari               | 1:32.209 | 1:31.567 | 1:30.987 | 7       |
| 8                   | 4  | Lando Norris       | McLaren-Mercedes      | 1:31.733 | 1:31.542 | 1:31.252 | 8       |
| 9                   | 14 | Fernando Alonso    | Alpine-Renault        | 1:32.158 | 1:31.549 | 1:31.340 | 9       |
| 10                  | 3  | Daniel Ricciardo   | McLaren-Mercedes      | 1:32.181 | 1:31.615 | 1:31.382 | 10      |
| 11                  | 31 | Esteban Ocon       | Alpine-Renault        | 1:32.139 | 1:31.736 |          | 11      |
| 12                  | 5  | Sebastian Vettel   | Aston Martin-Mercedes | 1:32.132 | 1:31.767 |          | 12      |
| 13                  | 99 | Antonio Giovinazzi | Alfa Romeo-Ferrari    | 1:32.722 | 1:31.813 |          | 13      |
| 14                  | 63 | George Russell     | Williams-Mercedes     | 1:33.060 | 1:32.065 |          | 14      |
| 15                  | 47 | Mick Schumacher    | Haas-Ferrari          | 1:32.942 | S/Temps  |          | 15      |
| 16                  | 6  | Nicholas Latifi    | Williams-Mercedes     | 1:33.062 |          |          | 16      |
| 17                  | 7  | Kimi Räikkönen     | Alfa Romeo-Ferrari    | 1:33.354 |          |          | 17      |
| 18                  | 9  | Nikita Mazepin     | Haas-Ferrari          | 1:33.554 |          |          | 18      |
| 107% Temps:1:37.371 |    |                    |                       |          |          |          |         |
|                     | 18 | Lance Stroll       | Aston Martin-Mercedes | 2:12.584 |          |          | 191     |
|                     | 22 | Yuki Tsunoda       | AlphaTauri-Honda      | S/Temps  |          |          | 201     |
| Font:               |    |                    |                       |          |          |          |         |

Notes
- ^1 – Lance Stroll i Yuki Tsunoda no van marcar els temps necessaris i van ser autoritzats a córrer a criteri dels comissaris.

## Cursa
La cursa va ser realitzat en el dia 20 de juny.
| Pos                                                                     | No | Pilot              | Constructor           | Voltes | Temps / Retirada | Pos.Sortida | Punts |
| ----------------------------------------------------------------------- | -- | ------------------ | --------------------- | ------ | ---------------- | ----------- | ----- |
| 1                                                                       | 33 | Max Verstappen     | Red Bull-Honda        | 53     | 1:27:25.770      | 1           | 261   |
| 2                                                                       | 44 | Lewis Hamilton     | Mercedes              | 53     | +2.904           | 2           | 19    |
| 3                                                                       | 11 | Sergio Pérez       | Red Bull-Honda        | 53     | +8.811           | 4           | 16    |
| 4                                                                       | 77 | Valtteri Bottas    | Mercedes              | 53     | +14.618          | 3           | 12    |
| 5                                                                       | 4  | Lando Norris       | McLaren-Mercedes      | 53     | +1:04.032        | 8           | 10    |
| 6                                                                       | 3  | Daniel Ricciardo   | McLaren-Mercedes      | 53     | +1:15.857        | 10          | 8     |
| 7                                                                       | 10 | Pierre Gasly       | AlphaTauri-Honda      | 53     | +1:16.596        | 6           | 6     |
| 8                                                                       | 14 | Fernando Alonso    | Alpine-Renault        | 53     | +1:17.695        | 9           | 4     |
| 9                                                                       | 5  | Sebastian Vettel   | Aston Martin-Mercedes | 53     | +1:19.666        | 12          | 2     |
| 10                                                                      | 18 | Lance Stroll       | Aston Martin-Mercedes | 53     | +1:31.946        | 19          | 1     |
| 11                                                                      | 55 | Carlos Sainz Jr.   | Ferrari               | 53     | +1:39.337        | 5           |       |
| 12                                                                      | 63 | George Russell     | Williams-Mercedes     | 52     | +1 volta         | 14          |       |
| 13                                                                      | 22 | Yuki Tsunoda       | AlphaTauri-Honda      | 52     | +1 volta         | PL2         |       |
| 14                                                                      | 31 | Esteban Ocon       | Alpine-Renault        | 52     | +1 volta         | 11          |       |
| 15                                                                      | 99 | Antonio Giovinazzi | Alfa Romeo-Ferrari    | 52     | +1 volta         | 13          |       |
| 16                                                                      | 16 | Charles Leclerc    | Ferrari               | 52     | +1 volta         | 7           |       |
| 17                                                                      | 7  | Kimi Räikkönen     | Alfa Romeo-Ferrari    | 52     | +1 volta         | 17          |       |
| 18                                                                      | 6  | Nicholas Latifi    | Williams-Mercedes     | 52     | +1 volta         | 16          |       |
| 19                                                                      | 47 | Mick Schumacher    | Haas-Ferrari          | 52     | +1 volta         | 15          |       |
| 20                                                                      | 9  | Nikita Mazepin     | Haas-Ferrari          | 52     | +1 volta         | 18          |       |
| Volta ràpida: Max Verstappen (Red Bull-Honda) – 1:36.404 (en el lap 36) |    |                    |                       |        |                  |             |       |
| Font:                                                                   |    |                    |                       |        |                  |             |       |

Notes
- ^1 – Inclòs 1 punt extra per la volta ràpida.
- ^2 – Yuki Tsunoda va llargar del pit lane degut al accident ocorrit en la qualificació.

## Classificació després de la cursa
| Pos. | Pilot           | Punts | Canvis |
| ---- | --------------- | ----- | ------ |
| 1    | Max Verstappen  | 131   | =      |
| 2    | Lewis Hamilton  | 119   | =      |
| 3    | Sergio Pérez    | 84    | =      |
| 4    | Lando Norris    | 76    | =      |
| 5    | Valtteri Bottas | 59    | 1      |

| Pos. | Constructor      | Punts | Canvis |
| ---- | ---------------- | ----- | ------ |
| 1    | Red Bull-Honda   | 215   | =      |
| 2    | Mercedes         | 178   | =      |
| 3    | McLaren-Mercedes | 110   | 1      |
| 4    | Ferrari          | 94    | 1      |
| 5    | AlphaTauri-Honda | 45    | =      |